# Мобильная порнография
Мобильная порнография (также мобильный контент для взрослых или мобильная эротика) — порнография, передаваемая по мобильным телекоммуникационным сетям для потребления на мобильных устройствах, в основном на мобильных телефонах, планшетах и смартфонах.

## История
Как и в случае с интернетом и платным телевидением, индустрия развлечений для взрослых стала одним из первых СМИ, использующим мобильные устройства в качестве нового средства распространения контента. В 2002 году Private Media Group стала первой медиакомпанией для взрослых, которая наняла отдельного мобильного специалиста. Эта инициатива привела к появлению первых в отрасли SMS-сервисов для взрослых, распространению эротического мобильного контента и созданию мобильного (WAP) интернет-сайта под названием Private Mobile, предлагающего небольшой ряд видеороликов непосредственно их потребителям. Эта услуга была рассчитана на растущее число европейских клиентов Private, пользующихся функциональными телефонами с цветными экранами.
С середины 2000-х годов многие операторы мобильной связи в конечном итоге внедрили системы проверки возраста и отраслевые регулируемые уровни оценки, постепенно разрешающие законно покупать мобильную эротику через сообщества порталов мобильных операторов только после согласия на просмотр контента для взрослых.
С появлением в 2007 году смартфонов, а затем планшетов, всё больше и больше абонентов на развитых рынках покидали эти закрытые сообщества мобильных операторов и теперь взамен просмотра мобильной эротики пользуются интернетом на мобильных устройствах и в приложениях.
Первоначально предполагалось, что широкое распространение iPhone от Apple будет способствовать росту индустрии мобильной эротики. С момента выхода оригинального iPhone в 2007 году поисковый запрос iPhone Porn значительно вырос в популярности, причём 37% пользователей iPhone смотрели видео на своих аппаратах. Тем не менее, глава Apple Стив Джобс дал понять, что в App Store никогда не будет продаваться контент для взрослых, а тысячи подобных приложений были запрещены в нём. Однако, запрет Apple на приложения для взрослых был подвергнут критике как непрактичный и неэффективный.
Другие компании в мобильной и видеоиндустрии воспользовались преимуществом ситуации. Google создала новую телефонную систему под названием Android Market, поддерживающую любое приложение в рамках разумных принципов приличия. С этого момента специализированные магазины приложений для взрослых, такие как MiKandi или другие мобильные интернет-издатели, выиграли от этого дефицита на рынке.
Предполагалось, что с момента создания в 2002 году в течение первых восьми лет бизнес мобильной эротики вырастет до величины $2,3 млрд.

## Северная Америка
Североамериканский рынок мобильной эротики отличается от европейского тем, что операторы медленно не спешат разрешать сайтам для взрослых использовать свои механизмы оплаты подписок, такие как услуга биллингового оформления через SMS, снижая темпы роста рынка. Альтернативные бизнес-модели включают предоставление бесплатных видеороликов в стиле видеохостингов, похожих на YouTube, с монетизацией посредством рекламы. За счёт просмотра рекламы пользователи могут смотреть бесплатные видеоролики.
Verizon Wireless и Sprint Corporation ещё в 2008 году объявили, что позволят просматривать в своих сетях контент для взрослых, работая над тем, чтобы предотвратить доступ детей к нему. Ожидалось, что спустя какое-то время эти компании преодолеют ставшие барьером на этом рынке возрастные, политические и религиозные препятствия, чтобы воспользоваться результатом роста мобильного веб-серфинга в своих сетях.

## Критика
В отношении мобильного порно высказывалась некоторая критика, а именно по поводу воздействия нежелательного и нерегулируемого контента на детей. Однако большинство операторов мобильной связи внедрили системы проверки возраста, которые требуют, чтобы абоненты, которые хотят купить порно через телефон, юридически доказали, что они дали согласие на просмотр контента для взрослых.
Sony — компания, создавшая PSP, говорят, что они недовольны распространением PSP-порно, но утверждают, что не в состоянии остановить его распространение.